# Fritz Winter (Maler)

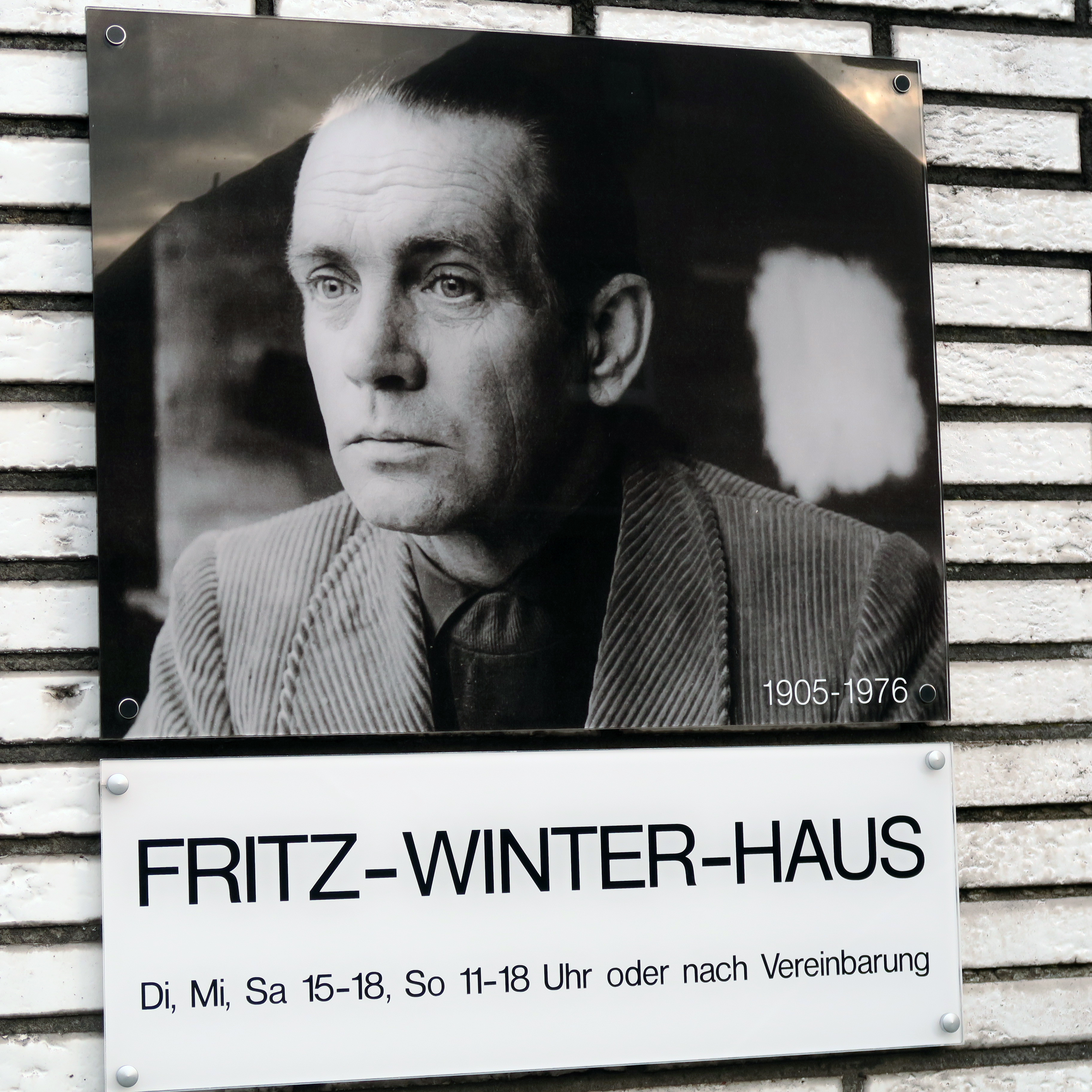
Fritz Winter auf dem Eingangsschild des Fritz-Winter-Hauses, Ahlen

Fritz Winter (* 22. September 1905 in Altenbögge/Westf.; † 1. Oktober 1976 in Herrsching am Ammersee) war ein deutscher Maler, der zu den wichtigsten abstrakten Künstlern der Nachkriegszeit zählt.

## Leben

### Jugend
Fritz Winter wurde 1905 als erstes von acht Kindern eines Bergmanns in Altenbögge bei Unna geboren. 1919 begann er eine Elektrikerlehre auf der Zeche Westfalen in Ahlen. Er besuchte dort neben seiner Arbeit als Bergmann das Realgymnasium. 1924 begann Fritz Winter immer öfter zu malen und zu zeichnen. Er arbeitete dennoch nachts als Bergmann und besuchte tagsüber das Realgymnasium in Ahlen mit dem Ziel, Medizin zu studieren. Es fand eine erste Auseinandersetzung mit dem Werk Paula Modersohn-Beckers statt. 1926 lernte er auf einer Reise nach Holland das Werk von Vincent van Gogh kennen. Auf Anraten seines Zeichenlehrers bewarb er sich 1927 beim Staatlichen Bauhaus in Dessau.

### Ausbildung
Von Paul Klee unterzeichnet, erhielt er die Aufnahmebestätigung für die Grundlehre des Wintersemesters 1927/28. Seine Professoren im ersten Studienjahr waren u. a. Josef Albers und Wassily Kandinsky. Der Unterhalt wurde durch das Bemalen von Kacheln in einer Dessauer Ofensetzerfirma verdient. 1928 arbeitete er in der Bühnenabteilung Oskar Schlemmers und in der Malklasse Paul Klees. Aufgrund der Zeugnisse von Klee und Kandinsky erhielt er ein Stipendium der Stadt Dessau. 1929 nahm er mit 12 Bildern an der Ausstellung „Junge Bauhausmaler“ teil, die in Halle a. d. Saale, Braunschweig, Erfurt und Krefeld gezeigt wurde. Im selben Jahr besuchte er in den Herbstferien erstmals Ernst Ludwig Kirchner in Davos, mit dem ihn fortan eine enge Freundschaft verband. Es war ebenfalls Kirchner, der ihm 1929 eine Ausstellung in einer Davoser Buchhandlung vermittelte. Im selben Jahr lernte Winter während eines Vortrags im Bauhaus den konstruktivistischen Bildhauer Naum Gabo kennen. 1930 wurde er vom Studium am Bauhaus beurlaubt und arbeitete drei Monate im Atelier von Gabo in Berlin. Erste Einzelausstellung in der Galerie Buchholz in Berlin. Die Museen in Halle, Hamburg, Mannheim, Breslau und Wuppertal erwarben Arbeiten von ihm. Im Sommer 1930 besuchte er E. L. Kirchner zum zweiten Mal in der Schweiz. Am 10. September beendete er sein Studium am Bauhaus und erhielt ein Diplom mit positiver Beurteilung von Paul Klee, der rückblickend den größten Anteil an seiner Ausbildung hatte. 1931 versuchte Fritz Winter, sich zusammen mit befreundeten Künstlerkollegen in einem eigenen Atelier, dem „Studio Z“, selbständig zu machen. Auf Anregung seines Freundes Hans-Friedrich Geist, eines ehemaligen Bauhaus-Kommilitonen, kam er im April nach Halle a.d. Saale, dort in Ateliergemeinschaft mit Julius Tinzmann, um eine Lehrtätigkeit an der Pädagogischen Akademie zu übernehmen. Über Geist lernte Fritz Winter den Komponisten Hellmuth Christian Wolff kennen. Dieser machte ihn mit seiner späteren Lebensgefährtin Margarete Schreiber-Rüffer bekannt. Im Sommer erneuter Besuch bei E. L. Kirchner.

### Nationalsozialismus, Kriegsdienst und Kriegsgefangenschaft
Nach der Machtergreifung der Nationalsozialisten siedelte Fritz Winter 1933 nach München über, besuchte Paul Klee in Bern und Else Lasker-Schüler in Zürich. Er beteiligte sich ebenfalls an der Ausstellung „Zeitgenössische deutsche Kunst aus Schweizer Privatbesitz“ im Kunsthaus Zürich. 1935 siedelte Winter mit seiner Lebensgefährtin Margarete Schreiber-Rüffer und deren Sohn erst nach Allach in der Nähe von München, dann nach Dießen am Ammersee über.
1937 wurde in der Nazi-Aktion „Entartete Kunst“ aus dem Provinzial-Museum Hannover sein Aquarell „Ein Kopf“ und aus dem Museum für Kunst und Gewerbe Hamburg sein Tafelbild „Komposition“ (Öl auf Papier, 1931) beschlagnahmt und vernichtet. Winter erhielt ein Mal- und Ausstellungsverbot. 1938 beteiligte er sich an der Ausstellung zeitgenössischer Maler in der New Burlington Gallery in London, die sich gegen die Wanderausstellung „Entartete Kunst“ in Deutschland richtete. 1939 wurde Fritz Winter zum Kriegsdienst einberufen und nahm als Soldat am Überfall auf Polen teil. 1941 nahm er am Krieg gegen die Sowjetunion teil. Während dieser Zeit entstanden in kleinen Skizzenbüchern die sogenannten „Feldskizzen“. 1944 wurde er schwer verwundet. Während des Genesungsurlaubs entstand die kleinformatige Bildfolge „Triebkräfte der Erde“. Von 1945 bis 1949 befand sich Fritz Winter in sowjetischer Kriegsgefangenschaft in Sibirien und an der Wolga. Durch die Initiative von Margarete Schreiber-Rüffer und seinen Freunden und Sammlern Will Grohmann und Ottomar Domnick gelang es dennoch, Arbeiten Fritz Winters in internationalen Ausstellungen zu zeigen. 1949 wurde er aus der Kriegsgefangenschaft entlassen und kehrte nach Dießen zurück. Um seine Entlassung nicht zu gefährden, vernichtete er mehrere hundert Zeichnungen, da er fürchtete, diese könnten ihn als ‚Spionagematerial' belasten.

### Nachkriegsabstraktion – ZEN 49
Winter wurde Gründungsmitglied der Künstlergruppe „ZEN 49“ in München, und sein Haus wurde zu einem lebendigen Treffpunkt der aktuellen Kunstszene. 1950 begegnete er Hans Hartung und Pierre Soulages in Paris. 1953 heiratete er seine langjährige Lebensgefährtin Margarete Schreiber-Rüffer und erhielt eine Gastdozentur an der Landeskunstschule Hamburg. 1954 kam es zu einer intensiven Auseinandersetzung im Deutschen Künstlerbund (DKB) – zu diesem Zeitpunkt hatte Winter bereits als ordentliches Mitglied an den ersten vier DKB-Jahresausstellungen teilgenommen. Aufgrund kritischer Bemerkungen zur abstrakten Malerei durch den Ersten Vorsitzenden Karl Hofer traten Ernst Wilhelm Nay, Willi Baumeister und Fritz Winter aus. Winter nahm seine Mitgliedschaft jedoch drei Jahre später wieder auf. 1955 erhielt er eine Professur an der Staatlichen Hochschule für Bildende Künste in Kassel und nahm an der documenta 1 teil.
Der Tod seiner Frau 1958 bedeutete nicht nur einen schweren Schlag für den Künstler, sondern auch den Verlust seiner wichtigsten Ratgeberin und Förderin. 1959 war Fritz Winter infolge seiner Kriegsverletzungen länger erkrankt. Dennoch nahm er an der documenta II teil und heiratete Waltraud Schreiber, die Tochter Margaretes aus erster Ehe. 1961 wurde sein Atelierhaus auf dem Grundstück in Dießen gebaut. Er zog sich fortan immer stärker von der Familie zurück. 1964 nahm er an der documenta III teil. Zum 60. Geburtstag wurde er 1965 und 1966 als einer der bedeutendsten Nachkriegskünstler in Deutschland mit großen Retrospektiven in Kassel, Koblenz, Hannover, Mannheim, Düsseldorf, Stuttgart und Berlin gewürdigt. 1970 wurde er an der Kasseler Kunstakademie emeritiert. Von nun an zog sich Winter ganz nach Dießen zurück. 1974 und 1975 schenkte er eine große Anzahl seiner Bilder dem Galerieverein München, aus dem später die heutige Fritz-Winter-Stiftung hervorging. 1975 wurde das „Fritz-Winter-Haus“ in Ahlen/Westfalen eröffnet. Fritz Winter starb am 1. Oktober 1976 in Herrsching am Ammersee. Er erhielt posthum im Jahr 1977 den 5. Rubenspreis der Stadt Siegen.

## Werk

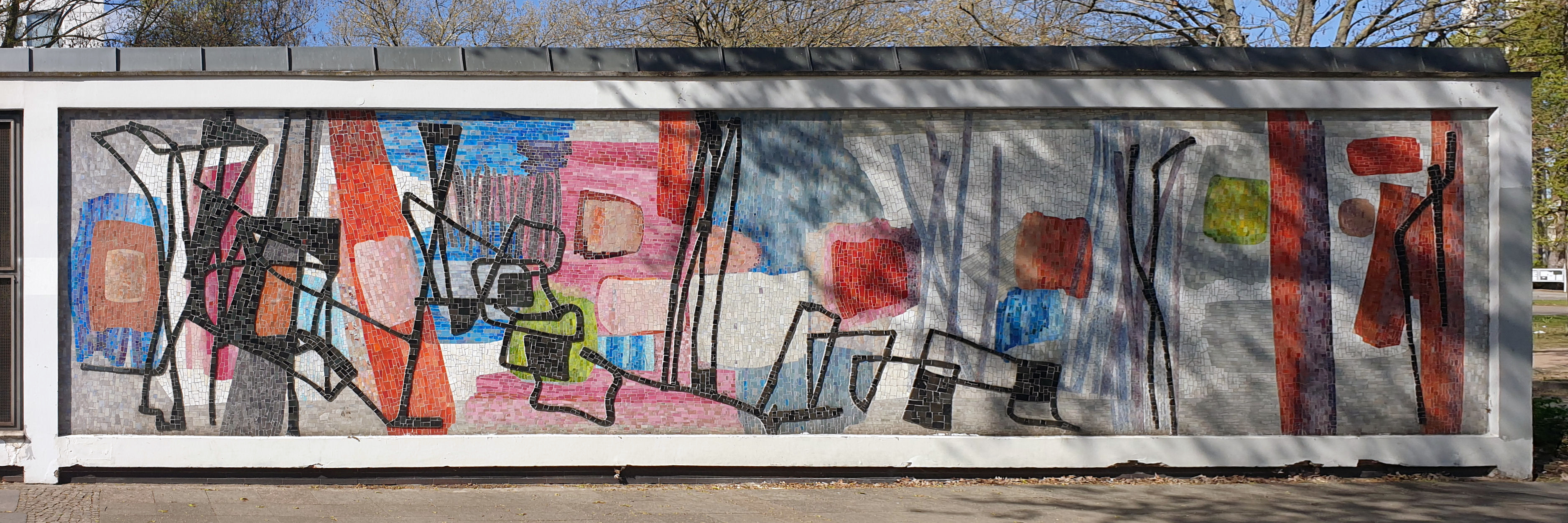
Mosaik am U-Bahnhof Hansaplatz in Berlin

Fritz Winter hatte sich bereits während seiner Ausbildung von den Ideen des Bauhauses distanziert. Er vertrat eine „L’Art-pour l’Art-Einstellung“ und kritisierte den untergeordneten Raum, den die Malerei am Bauhaus einnahm. Er setzte sich intensiv mit den Lehren Kandinskys und Klees auseinander, doch zeigen schon seine frühen Experimente eine freie, von den Bauhaus-Idealen losgelöste Beschäftigung mit bildnerischen Mitteln. Auch ging er nie zu einer strengen Formensprache über, vielmehr führte er vielfältige Experimente aus. Sein Werk ist zirkulär zu betrachten, da er immer wieder alte Formen aufgriff und durch neue ergänzte, sich auch nie vollständig vom Gegenstand löste wie andere abstrakte Künstler. Nach seinem Mal- und Ausstellungsverbot sowie der langen Kriegsgefangenschaft schuf Winter auf seinem Genesungsurlaub in Dießen die „Triebkräfte der Erde“, die noch heute als Schlüsselwerke der Nachkriegskunst gelten. Hierin setzte sich Winter bereits intensiv mit der Natur und ihren zerstörerischen und schöpferischen Kräften auseinander. Er gehörte zu den wesentlichen Vorreitern der Abstraktion in Europa. Er war Gründungsmitglied der Künstlergruppe ZEN 49, die sich in der Tradition des Blauen Reiters verstand und sich in einer bildlichen Wiedergabe eines auf das Geistige abhebenden Weltbildes manifestierte.
1949 fertigte Fritz Winter erste Serigraphien, womit er zu den Pionieren des künstlerischen Siebdrucks in Deutschland gehört.

## Auszeichnungen
- 1950: 2. Preis der 25. Biennale di Venezia
- 1950: 2. Ströher-Preis für gegenstandslose Malerei
- 1951: 1. Preis des Deutschen Künstlerbundes
- 1951: Domnick-Preis, (2. Preis)
- 1952: Konrad-von-Soest-Preis
- 1952: Preis der Kunstausstellung Eisen und Stahl, Düsseldorf
- 1955: Preis der neunten Internationalen Ausstellung in Lissone/Italien
- 1956: Cornelius-Preis der Stadt Düsseldorf
- 1957: Preis der Graphik der Internationalen Ausstellung von Tokio
- 1957: Preis der Internationalen Bau-Ausstellung in Berlin
- 1957: Preis der „Association Belge des Critiques d’Arts“
- 1958: Berliner Kunstpreis (Bildende Kunst)
- 1959: Großer Kunstpreis des Landes Nordrhein-Westfalen
- 1965: Goethe-Plakette des Landes Hessen
- 1969: Großes Verdienstkreuz des Verdienstordens der Bundesrepublik Deutschland
- 1972: Aufnahme in den Orden Pour le Mérite für Wissenschaft und Künste
- 1973: Bayerischer Verdienstorden
- 1974: Großes Verdienstkreuz mit Stern des Verdienstordens der Bundesrepublik Deutschland
- 1977: Rubenspreis der Stadt Siegen
- 2004: Umbenennung der städtischen Gesamtschule in Ahlen in Fritz-Winter-Gesamtschule
- 2011: Fritz-Winter-Straße in Schwabing-Freimann in München[4]

## Ausstellungen
- 1929: Gruppenausstellung junge bauhausmaler, mit Werken von Otto Berenbrock, Erich Borchert, Albert Braun, Willy Imkamp, Fritz Kuhr, Josef Leirer, Hilde Rantzsch, Hermann Röseler, Alexander Schawinsky, Lu Scheper und Fritz Winter als Wanderausstellung in Braunschweig, Krefeld, Halle (Saale), Erfurt und Berlin[5]
- 1955: documenta 1, Kassel
- 1959: documenta 2, Kassel
- 1964: documenta 3, Kassel
- 2012: Licht-Bilder. Fritz Winter und die abstrakte Fotografie. Pinakothek der Moderne, München; Katalog
- 2015: Fritz Winter. Die 1960er Jahre – Jahrzehnt der Farbe. Pinakothek der Moderne, München[6]
- 2017 documenta 14, Kassel
- 2020/2021: Fritz Winter – Durchbruch zur Farbe. Emil Schumacher Museum, Hagen, und (2021) Angermuseum, Erfurt

## Fritz-Winter-Stiftung und Fritz-Winter-Preis
Der Erforschung des Werkes von Fritz Winter und dessen Präsentation in Ausstellungen widmet sich die Fritz-Winter-Stiftung. Zur „Förderung junger Talente in Wissenschaft und Forschung sowie Kunst und Kultur“ verleiht die Stiftung den Fritz-Winter-Preis. Im Jahr 2020 wurden damit Nora Schattauer und Eva-Maria Schön ausgezeichnet.